# Desiree Klaeukens

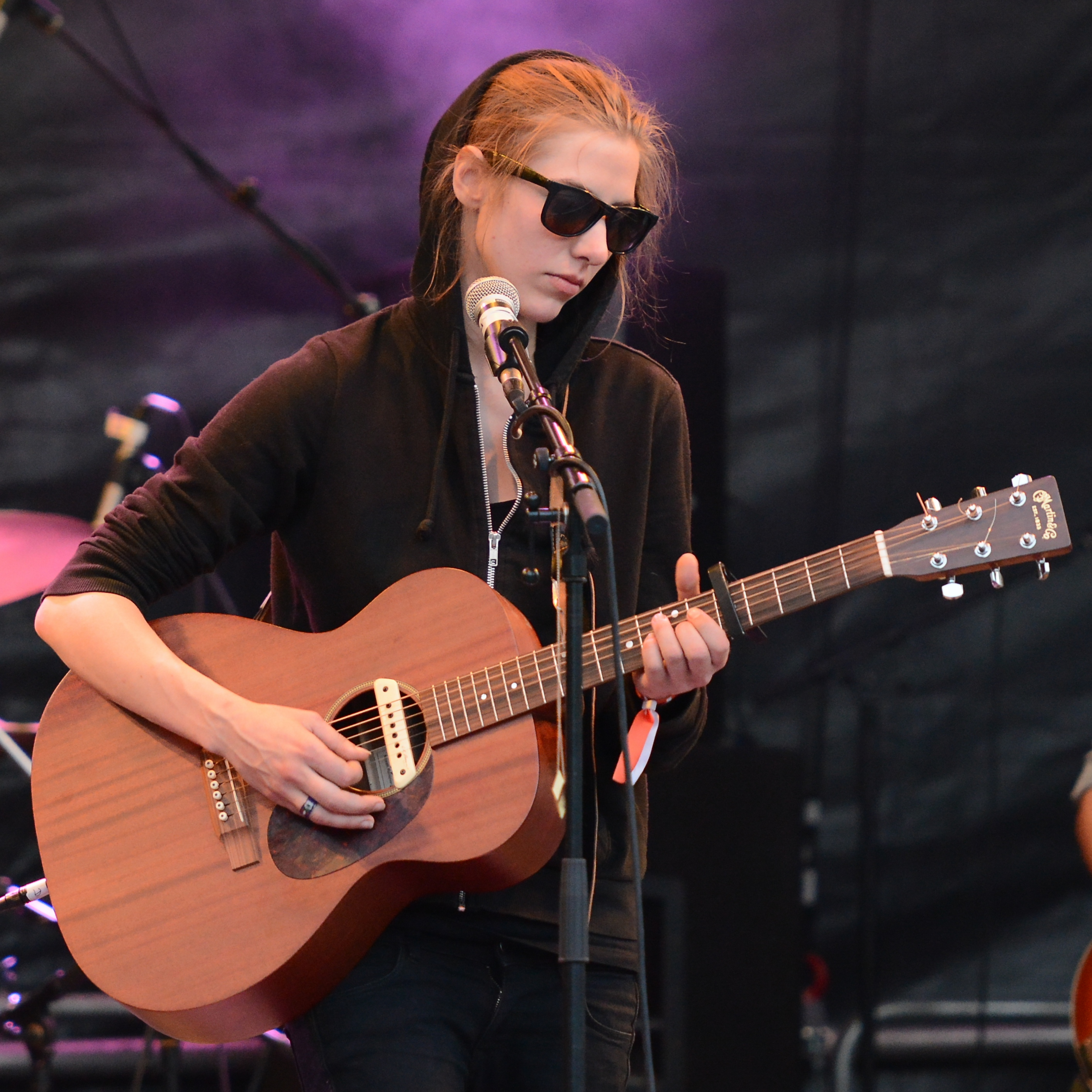
Desiree Klaeukens (2014)

Desiree Klaeukens (geb. 1985 in Duisburg) ist eine deutsche Singer-Songwriterin und Schauspielerin.

## Karriere
Desiree Klaeukens wuchs in ihrer Geburtsstadt Duisburg auf und brachte sich mit 16 Jahren das Gitarrespielen selbst bei. Sie machte zunächst eine Ausbildung als Kfz-Mechatronikerin, ehe sie erste musikalische Erfahrungen in der Zusammenarbeit mit Tom Liwa machte. Es folgte eine Zusammenarbeit mit dem Singer-Songwriter Florian Glässing und wenig später mit Niels Frevert, der sie 2008 ins Vorprogramm seiner CD-Release-Tour Du kannst mich an der Ecke rauslassen einlud. Er ermutigte sie zur Arbeit an ihrem ersten Album. Neben Frevert landete auch Gisbert zu Knyphausen auf der damaligen MySpace-Seite der Wahlberlinerin, der sie ebenfalls als Musikerin für das Vorprogramm seiner Tour einlud.
Nach einigen Probeaufnahmen, vereinzelten Supportauftritten, unter anderem für Die Höchste Eisenbahn und Cäthe veröffentlichte Desiree Klaeukens im Jahr 2013 ihre erste EP Warm in meinem Herz und am 31. Januar 2014 ihr Debütalbum Wenn die Nacht den Tag verdeckt. Der Tonträger wurde in den Hafenklang Studios in Hamburg von Stephan Gade produziert und entstand zusammen mit Florian Glässing, der sie auch dabei musikalisch begleitete.
Im Sommer 2014 erhielt sie den Nachwuchsförderpreis für junge Liedermacher der Hanns-Seidel-Stiftung, mit dem die Präsentation beim Festival Songs an einem Sommerabend verbunden war. Dabei sang sie auch ein Lied von Tom Liwa, der genau wie sie aus Duisburg stammt und künstlerisch einen großen Einfluss auf sie hatte. Ihr Auftritt am 28. November 2014 beim Theaterkahn im Liederwahn in Dresden wurde vom Deutschlandfunk mitgeschnitten und am 6. Februar 2015 gesendet.
2015 veröffentlichte Desiree Klaeukens den Song Große Pause auf dem Kinderlieder-Samplerdes Oetinger Verlages Unter meinem Bett 1 und gelangte damit in die Kiraka (WDR) Radiocharts auf Platz 1. 2017 gründete sie zusammen mit dem Regisseur und Filmemacher Dietrich Brüggemann die Band Theodor Shitstorm, die im Herbst 2018 das Album Sie werden dich lieben auf dem Label Staatsakt veröffentlichte. Im Februar 2019 war die Band erstmals auf Tour.
2015 war Klaeukens als Darstellerin im Spielfilm Heil (Regie: Dietrich Brüggemann) zu sehen. Brüggemann besetzte sie erneut im Tatort: Murot und das Murmeltier. Im Februar 2021 war Klaeukens Teil der Initiative #ActOut im SZ-Magazin, zusammen mit 184 anderen lesbischen, schwulen, bisexuellen, queeren, nichtbinären, intersexuellen und transgender Personen aus dem Bereich der darstellenden Künste.
Klaeukens lebt seit 2010 in Berlin und steht beim Label Tapete Records, Staatsakt unter Vertrag.

### Theodor Shitstorm

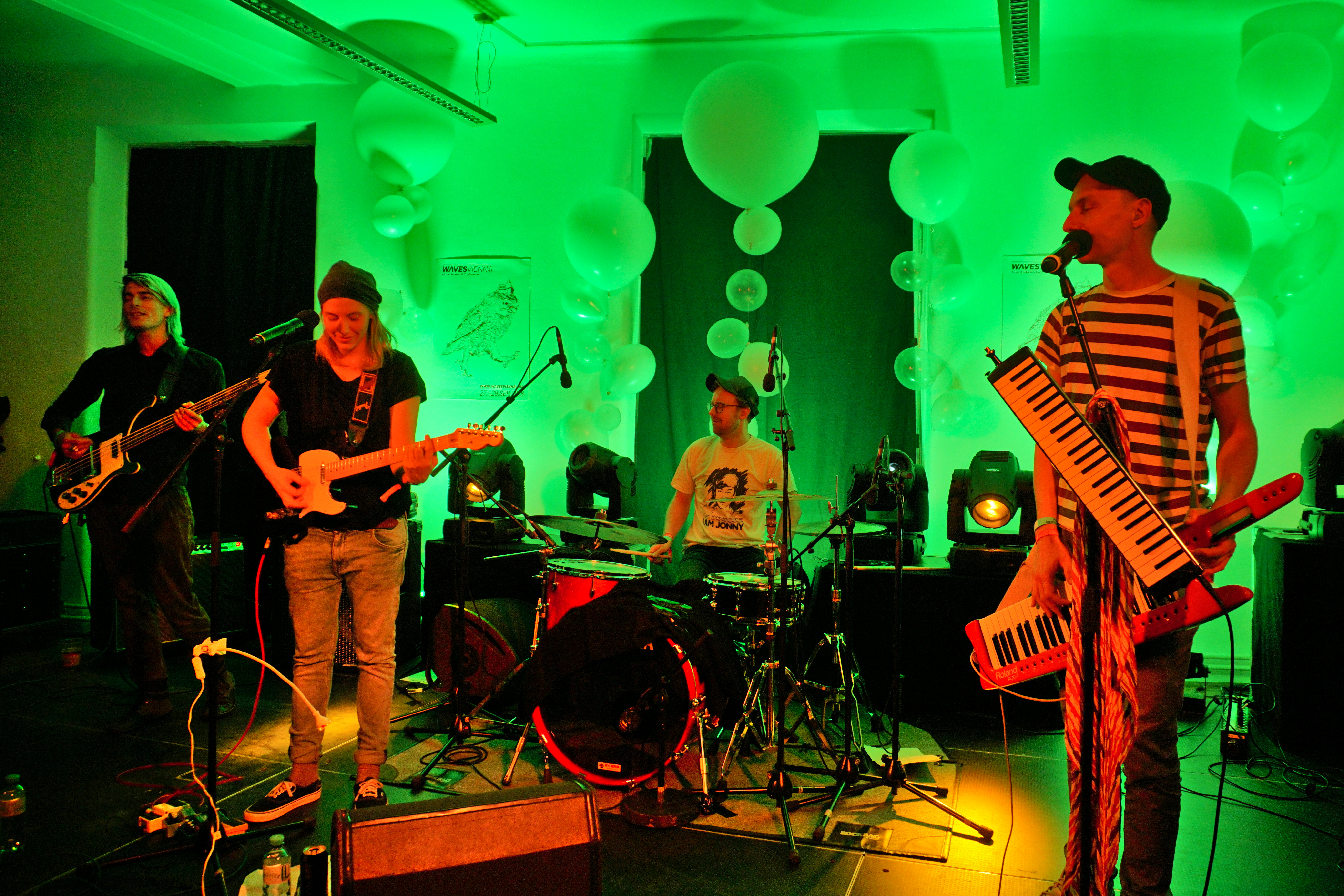
Mit Theodor Shitstorm in Wien (2018)

Seit einer gemeinsamen Reise auf „den Balkan“ arbeitet Klaeuken mit Filmemacher Dietrich Brüggemann unter dem Projektnamen „Theodor Shitstorm“ zusammen. Der Kunstname „Theodor Shitstorm“ soll die Spannung zwischen dem „auf die Fresse hauen“ und der Erzählkunst von Theodor Storm ausdrücken. Auf der Reise entstandene Songs wurden dann auf „Sie werden Dich lieben“ (2018) veröffentlicht. „Zeigt Gefühle“ (2024) folgte später.

## Diskografie

### Solo
- 2013: Warm in meinem Herz (EP, Tapete Records)
- 2013: Es war einmal und wenn sie nicht (Hörbuch, Fressmann)
- 2014: Wenn die Nacht den Tag verdeckt (Album, Tapete Records)
- 2015: Unter meinem Bett 1 (Single: Große Pause, Verlagsgruppe Oetinger)

### Mit Theodor Shitstorm
- 2018: Sie werden dich lieben (Album, Staatsakt)
- 2018: Unter meinem Bett 4 (Single: Extrawurst, Verlagsgruppe Oetinger)
- 2024: Zeigt Gefühle, Tonfisch/Recordjet

## Filmografie
- 2015: Heil
- 2018: Tatort: Murot und das Murmeltier
- 2021: Tatort: Das ist unser Haus